# Œuvres d'Antiphon

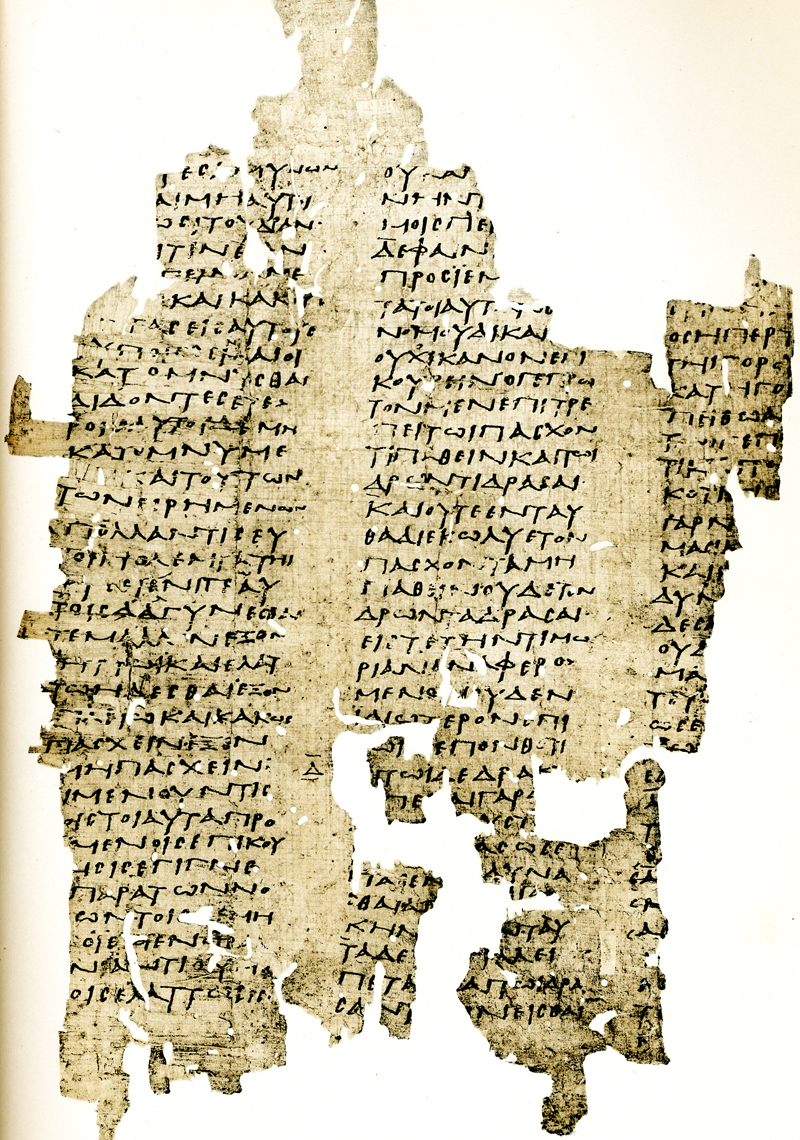
Papyrus dont l'auteur est présumé être Antiphon

Les œuvres d'Antiphon sont l'ensemble des traités écrits par Antiphon, un orateur et sophiste qui a probablement vécu à Athènes à la fin du Ve siècle av. J.-C.

## Auteur
Antiphon, parfois appelé Antiphon le Sophiste, est un personnage de la vie intellectuelle athénienne des deux dernières décennies du Ve siècle avant Jésus Christ. Presque rien n'est su à propos de sa vie, de telle sorte que son identité a fait l'objet de débats nombreux. Les oeuvres d'Antiphon sont connues à travers des fragments, qui traitent de sujets très divers, allant de la philosophie politique aux mathématiques.
Les fragments conservés sont ceux de ses traités De la vérité, De la concorde et Le Politique. Un traité intitulé L'interprétation des rêves a été écrit par Antiphon, mais la paternité demeure débattue, le texte pouvant revenir à Antiphon le Sophiste comme à un homonyme. Gerard Pendrick le considère comme un livre authentique d'Antiphon le Sophiste.

## De la vérité
Dans De la vérité (Περἰ Αληθειας), Antiphon défend une doctrine précurseur de celle des droits naturels. Il propose une pensée universaliste en considérant artificielle la distinction entre les Grecs et les barbares, soutenant que nous sommes chacun le barbare d'un autre. La paternité du texte a été discutée, car Antiphon argumente dans un sens égalitarisme et presque anarchiste, là où l'auteur soupçonné d'être l'Antiphon historique (Antiphon de Rhamnos) avait des vues politiques oligarchiques. Les nouveaux fragments découverts en 1984 atténue cette critique.

## De la concorde
Dans De la concorde, Antiphon développe la pensée politique mise en avant dans De la vérité. Il cherche à fonder la possibilité d'une harmonie dans la Cité, d'une entente entre les citoyens, tout en opposant paradoxalement la loi (la norme conventionnelle) à la nature, contribuant ainsi au débat loi-nature. De la concorde a été considéré comme l'un des plus importants ouvrages d'Antiphon. Il s'inscrit dans les ouvrages de l'époque de la fin de la démocratie athénienne qui cherchent à établir les conditions de possibilité d'une concorde dans la Cité. L'ouvrage doit être compris en rapport avec le De la vérité.

## Le Politique
Seuls six fragments nous sont parvenus,. L'ouvrage était plus proche de De la concorde que de De la vérité.

## L'interprétation des rêves
Quelques fragments de L'interprétation des rêves nous sont parvenus. Les commentateurs remarquent que le propos d'Antiphon ne semble pas développer une technique ou méthode d'interprétation propre. Untermeier a fait remarquer que la position de l'auteur se veut rationnelle, et ne fait pas appel au mysticisme ou à la Providence. La paternité d'Antiphon le Sophiste a été parfois remise en question.